# 卷曲钩丝壳
卷曲钩丝壳（学名：Uncinula circinata）是属于白粉菌目白粉菌科钩丝壳属的一种真菌，寄生在槭属植物上。该种分布于中国、加拿大、美国。